# Le Réveillon des bonnes
Le Réveillon des bonnes est une mini-série française en huit épisodes de 52 minutes, réalisée par Michel Hassan, diffusée entre le 29 novembre et le 20 décembre 2007 sur France 3. En Belgique, la mini-série a été diffusée entre le 24 novembre et le 15 décembre 2007 sur RTL-TVI et en Suisse, entre le 23 novembre et le 14 décembre 2007 sur TSR.

## Synopsis
L'action se passe dans un immeuble bourgeois d'une ville française, en décembre 1918, juste après la fin de la Première Guerre mondiale. C'est l'histoire de quatre bonnes, et de leurs maîtres, qui vont préparer et vivre un superbe réveillon de Noël...

## Distribution
- Nadine Alari : Marcelline, bonne d'Odile Dubreuil
- Christine Citti : Marie, bonne des Sevran-Chabot
- Annelise Hesme : Olympia, bonne de Solange Verdier
- Chloé Stefani : Jeanne, bonne de Mme Despréaux
- Judith Magre : Mme Despréaux
- Gérard Desarthe : Général Sevran-Chabot
- Marie Vincent : Mme Sevran-Chabot
- Sophie de La Rochefoucauld : Solange Verdier
- Thierry Godard : Auguste Verdier
- Camille Japy : Odile Dubreuil
- Claire Vernet : Dorothy Dubrueil, belle-mère d'Odile Dubreuil
- Philippe Laudenbach : Dubreuil père, beau-père d'Odile Dubreuil
- Guillaume Cramoisan : Gaëtan, fils de Marie et amant de Solange Verdier
- Dounia Coesens : Catherine Sevran-Chabot, fille du général
- Marie Denarnaud : Élisabeth Sevran-Chabot, fille du général
- Laure de Butler : Mariette
- Frédéric Quiring : Albert Despréaux, fils de Mme Despréaux
- Samuel Jouy : Homère, neveu de Marcelline
- Alexandre Hamidi : Alexandre, fils de Marie
- Sarah Stern : Désirée/Rita
- Martin Combes : Joseph Dubreuil, fils d'Odile Dubreuil
- Chloé Liquard : Lucie Dubreuil, fille d'Odile Dubreuil
- Agathe Louvieaux : Germaine Dubreuil, fille d'Odile Dubreuil
- Michel Fau : Melle Plume
- Gwendoline Finaz de Villaine : La meneuse de revue
- Corinne Masiero : "Dame" Goupion, ancienne cantinière ("solution" trouvée par le général pour remplacer Marie, en grève)
- Laurence Flahault : Prostituée 1
- Larrio Ekson
- Jacky Nercessian : Attila Percol

## Fiche technique
- Réalisation : Michel Hassan
- Scénario : Jean-Luc Seigle et Viviane Zingg
- Producteurs délégués : Michelle Podroznik, Christophe Marguerie et Joëlle Calvignac
- Directeur de production  : Olivier Bourdon
- Directeur de la photo : Alain Ducousset
- Musique : Vincent Stora
- Chef décorateur : Pascal Deprée
- Costumes : Sylvie de Segonzac, David Belugou
- Production : Telfrance - BE-FILMS - Motion Investment Group, avec la participation de France 3 (France 3 Production Lille) et de RTL-TVI-TSR-CNC-le CRRAV Nord-Pas-de-Calais et le soutien de la Région Nord-Pas-de-Calais
- Chargée de production : Elisabeth Bonnay
- Directrice de l’unité fiction : Nicole Patin
- Conseillère de programme : Catherine Ruault-Castera

## Commentaires
Le tournage s'est déroulé à Lille (et en partie dans la place Van Meenen à St-Gilles, Bruxelles) à partir du 16 novembre 2006 pendant 88 jours.